# Świerzawa (gmina)
Świerzawa – gmina miejsko-wiejska w województwie dolnośląskim, w powiecie złotoryjskim. W latach 1975–1998 gmina położona była w województwie jeleniogórskim.
Siedziba gminy to Świerzawa.
Według danych z 30 czerwca 2004 gminę zamieszkiwało 7890 osób. Natomiast według danych z 31 grudnia 2019 roku gminę zamieszkiwały 7503 osoby.
Według danych z 30 czerwca 2020 roku gminę zamieszkiwało 7487 osób.

## Struktura powierzchni
Według danych z roku 2002 gmina Świerzawa ma obszar 159,48 km², w tym:
- użytki rolne: 63%
- użytki leśne: 30%

Gmina stanowi 27,71% powierzchni powiatu.

## Demografia

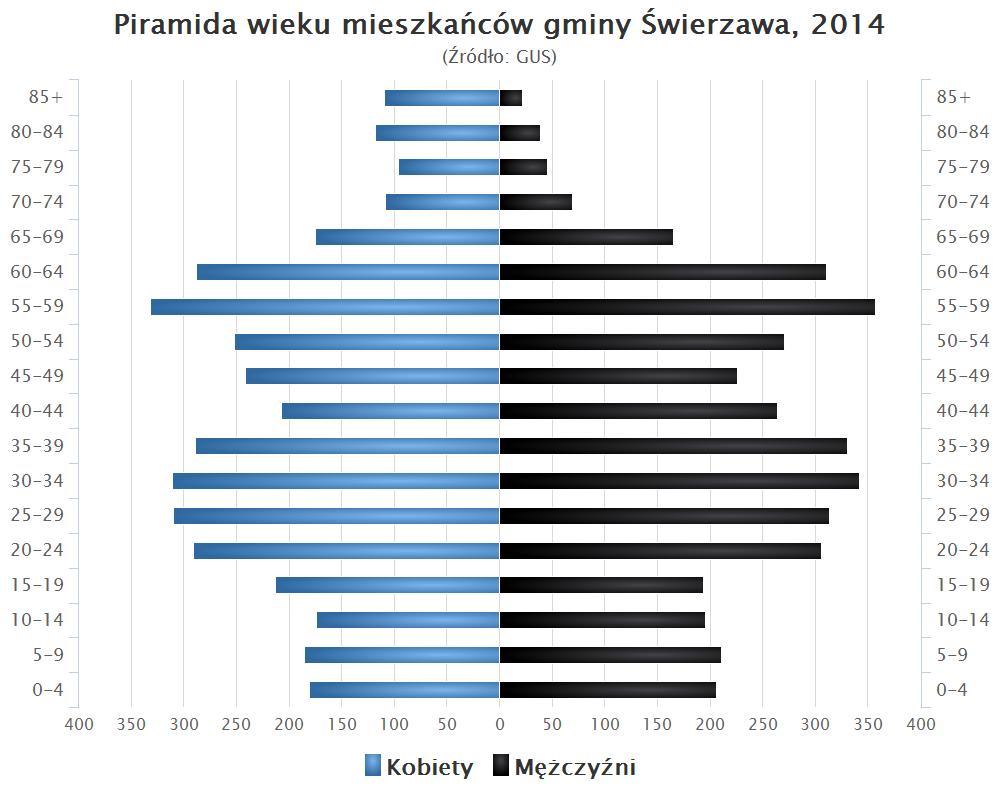
Piramida wieku mieszkańców gminy Świerzawa w 2014 roku

Dane z 30 czerwca 2004:
| Opis                              | Ogółem | Ogółem | Kobiety | Kobiety | Mężczyźni | Mężczyźni |
| --------------------------------- | ------ | ------ | ------- | ------- | --------- | --------- |
| Jednostka                         | osób   | %      | osób    | %       | osób      | %         |
| Populacja                         | 7890   | 100    | 4004    | 50,7    | 3886      | 49,3      |
| Gęstość zaludnienia [mieszk./km²] | 49,5   | 49,5   | 25,1    | 25,1    | 24,4      | 24,4      |

## Ochrona przyrody
Na obszarze gminy znajduje się rezerwat przyrody Buczyna Storczykowa na Białych Skałach chroniący fragmenty żyznych buczyn sudeckich i ciepłolubnych buczyn storczykowych wraz z całą różnorodnością flory, fauny i obiektów przyrody nieożywionej.

## Sołectwa
Biegoszów, Dobków, Gozdno, Lubiechowa, Nowy Kościół, Podgórki, Rzeszówek, Rząśnik, Sędziszowa, Stara Kraśnica, Sokołowiec.

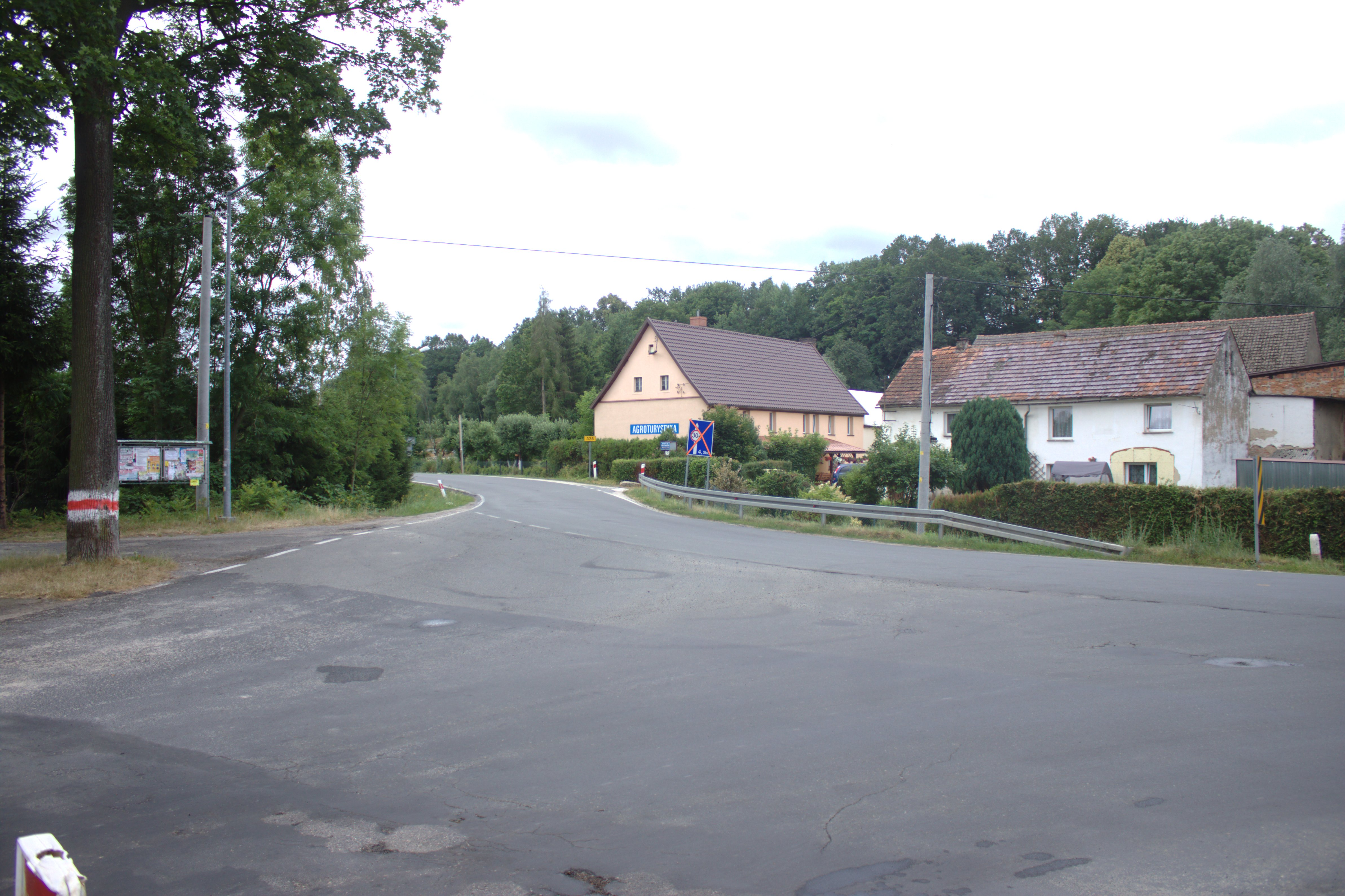
Stara Kraśnica
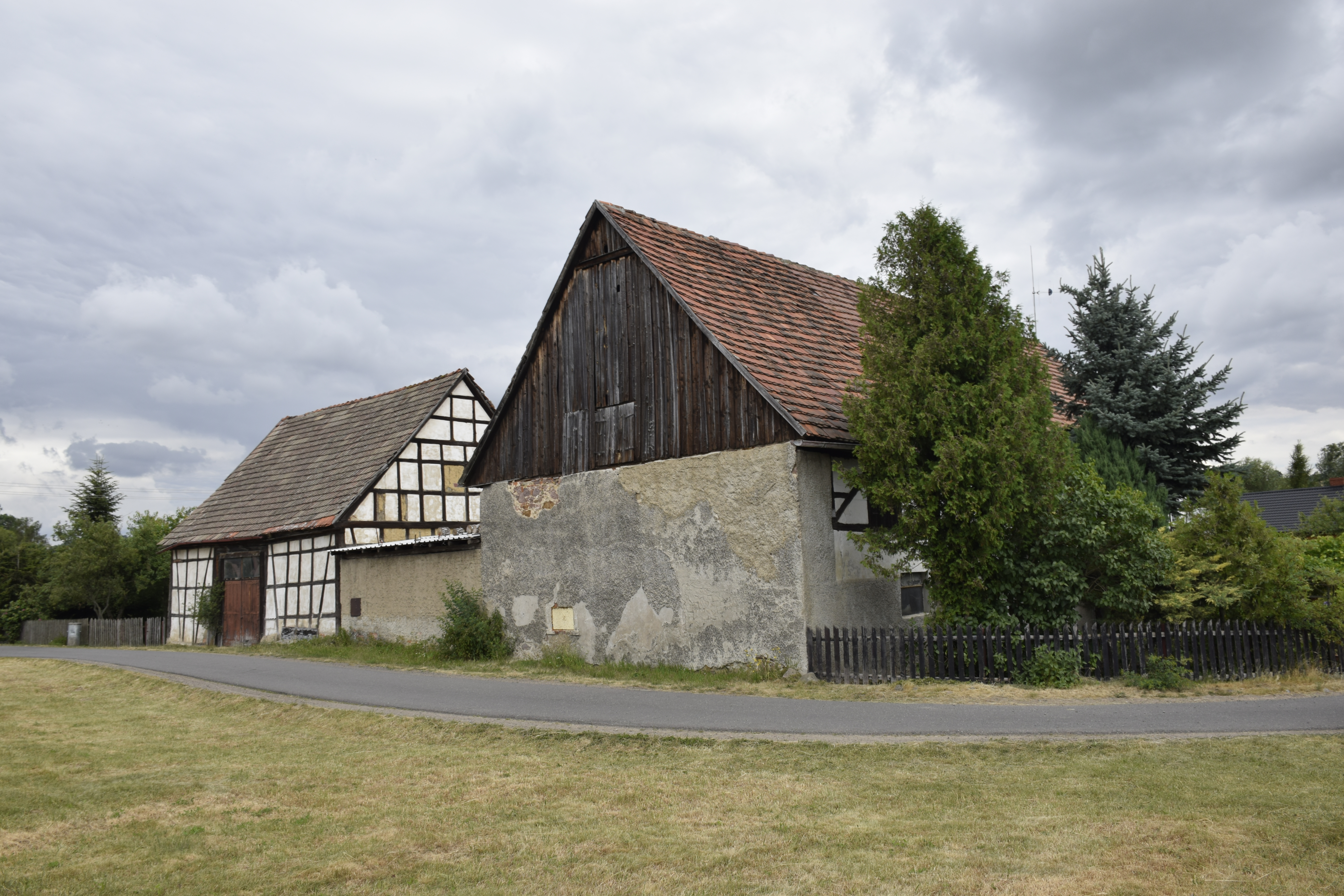
Sędziszowa
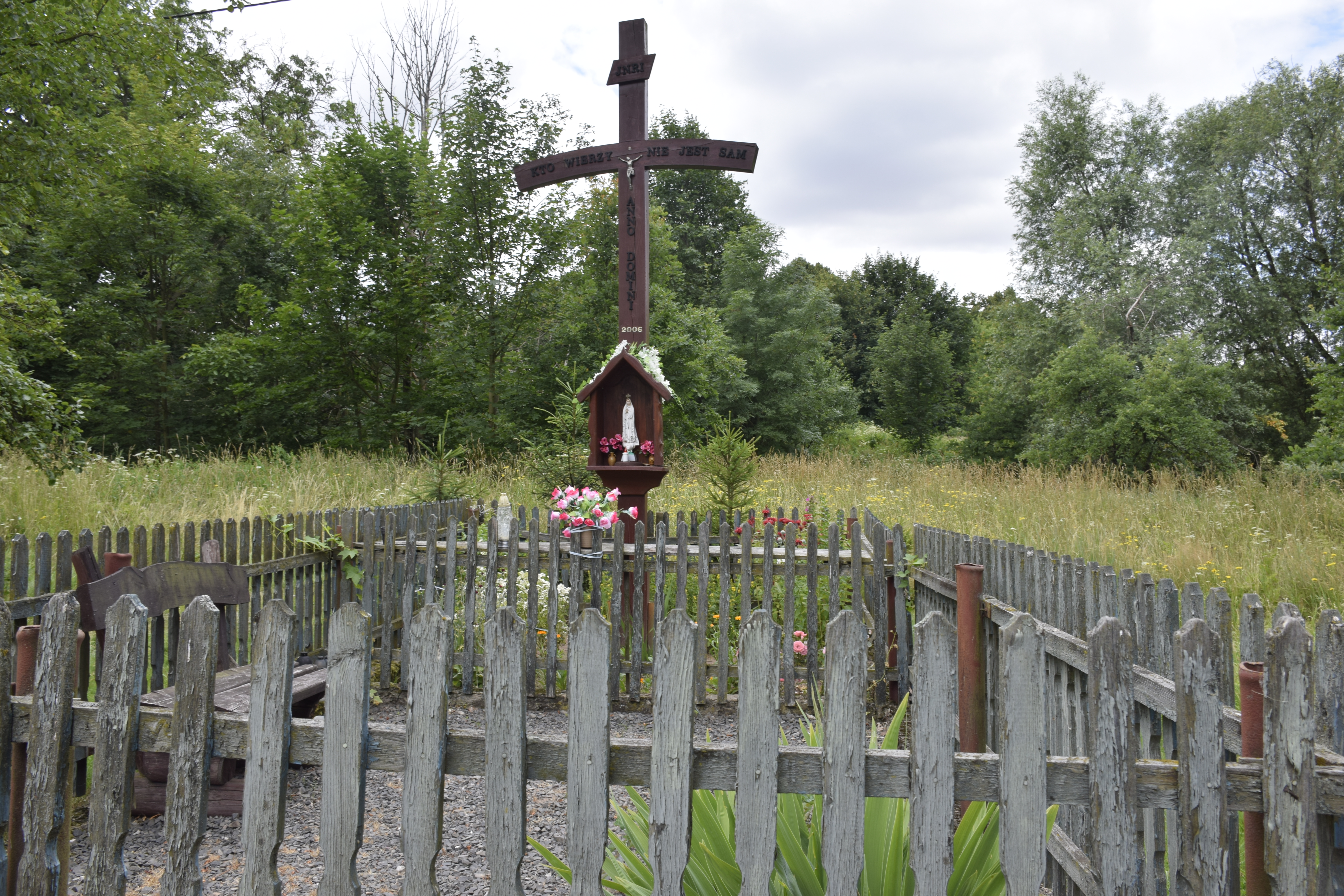
Gozdno
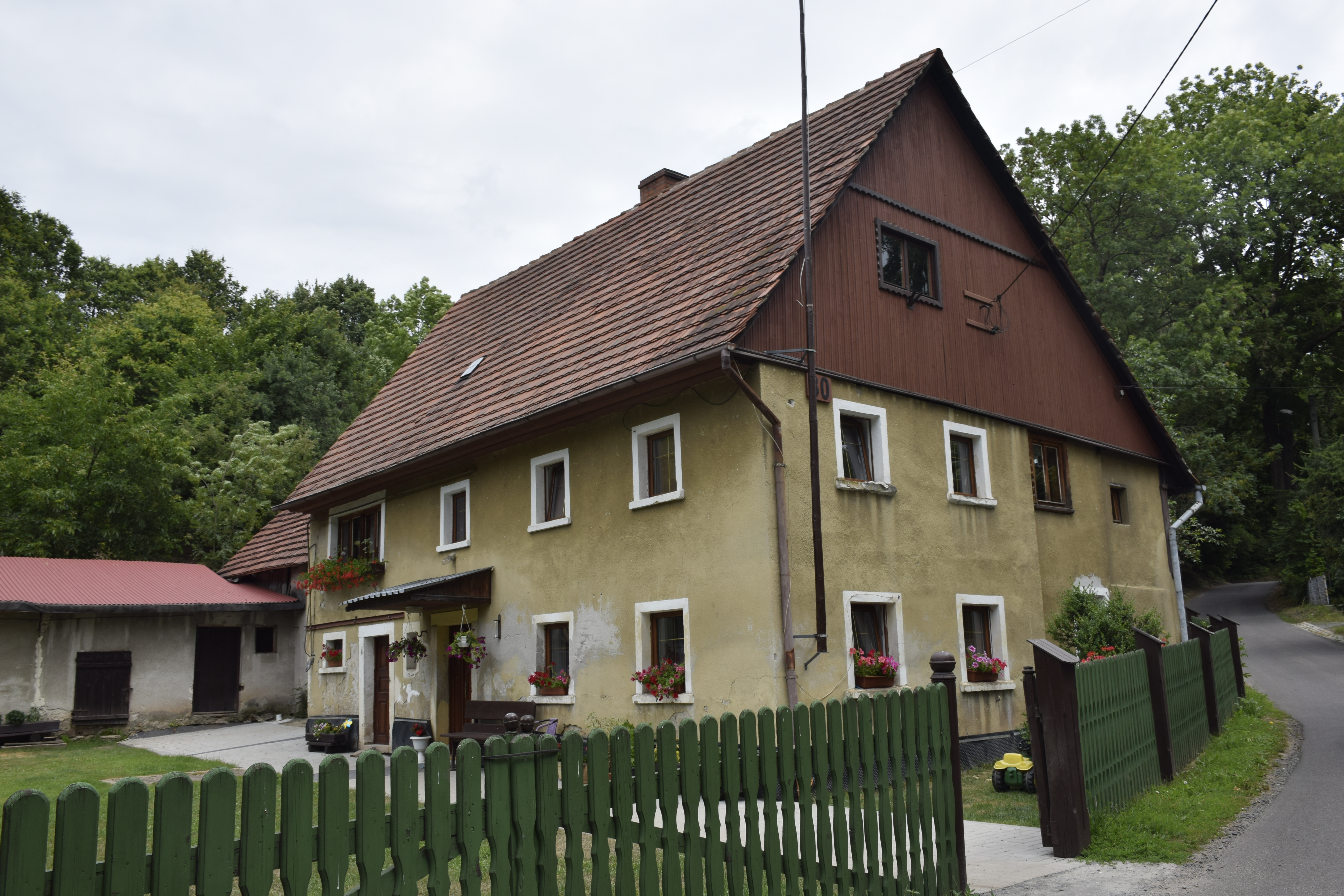
Biegoszów

## Pozostałe miejscowości
Janochów, Posępsko, Różana.

## Sąsiednie gminy
Bolków, Janowice Wielkie, Jeżów Sudecki, Męcinka, Pielgrzymka, Wleń, Złotoryja, Wojcieszów